# Golden Gala
Golden Gala är en årlig friidrottstävling som äger rum i Rom, Italien, och hade premiär 1980. Tävlingen ingår i IAAFs Diamond League. Under åren har ett antal världsrekord noterats på Golden Gala exempelvis.
- 2008 - Ryskan Jelena Isinbajeva satte nytt världsrekord i stavhopp med 5,03.
- 2002 - Norskan Trine Hattestad slog världsrekord i spjut med 68,22
- 1999 - Marockos  Hicham El Guerrouj slog världsrekord på den engelska milen med 3:43,13
- 1987 - Amerikanen Carl Lewis slog världsrekord på 100 meter med 9,93
- 1987 - Bulgariskan Stefka Kostadinova noterade det nu gällande världsrekordet i höjdhopp på 2,09.